# Voyage, voyage
Voyage, voyage è un singolo della cantante francese Desireless, pubblicato nel 1986 e in seguito incluso nell'album François del 1989.

## Descrizione
Voyage, voyage è il singolo di maggiore successo di Desireless, che lo incise agli inizi della propria carriera.
Autori del brano sono Jean-Michel Rivat e Dominique Dubois. Il testo cita alcune tappe di un ipotetico viaggio per il mondo, quali: l'oceano, le dune del Sahara, il vulcano Fuji, la Spagna, l'Equatore, le Isole Figi, l'Amazzonia, il fiume Gange, ecc.
Tra il 1987 e il 1988, il singolo ha raggiunto il primo posto nelle classifiche di 12 Paesi tra cui Austria, Belgio, Danimarca, Germania, Grecia, Israele, Jugoslavia, Libano, Norvegia, Spagna, Thailandia e Unione Sovietica. In Francia, si è piazzato al secondo posto, vendendo oltre 500.000 copie nel 1987. Nello stesso anno, ha ottenuto il 26º posto in Italia.

## Video musicale
Nel videoclip, diretto dalla fotografa francese Bettina Rheims, la cantante fa il suo ingresso in una stanza affollata, dove le persone sono sedute ai tavoli e si dedicano a diverse attività. Tra queste, si osserva una coppia che si bacia e un gruppo di signore intente a giocare a carte. Un mappamondo rotola sul pavimento, mentre uno schermo, attivato all'inizio del video dalla stessa cantante, mostra immagini di varie località.

## Tracce (parziale)
7"
1. Voyage, voyage – 4:12
2. Destine fragile – 3:31

Durata totale: 7:43
CD singolo
1. Voyage, voyage (Britmix) – 7:06
2. Voyage, voyage (Euro Remix Remix) – 6:12
3. Destin fragile – 3:31

Durata totale: 16:49

## Crediti
- Desireless - voce

## Cover
- La cantante italo-francese Dalida ha eseguito una cover di Yoyage, voyage dal vivo, ma non risulta mai essere stata registrata alcuna versione di questa interpretazione.
- Nel 1991 il gruppo messicano Magneto ha realizzato una versione della canzone in spagnolo intitolata Vuela Vuela.
- Nel 2007 la cantante belga Kate Ryan ha realizzato una cover di Voyage, voyage, arrivata al secondo posto della hit parade del suo paese e al settimo in Spagna.
- Nel 2012 l'artista austriaca Soap&Skin ne ha realizzato una cover per il suo album Narrow.
- Nel 2021 il gruppo symphonic metal norvegese Sirenia ne ha realizzato una versione.